# Gerbillus cosensis
Gerbillus cosensis је врста глодара из породице мишева.

## Распрострањење
Врста је присутна у Кенији и Уганди.

## Станиште
Станишта врсте су екосистеми ниских трава и шумски екосистеми, полупустиње и пустиње.

## Угроженост
Подаци о распрострањености ове врсте су недовољни.